# Abu Samah
Hamzah Abu Samah (arabisch هامزاه ابو ساماه; vollständiger Name Tan Sri Hamzah Abu Samah bzw. Tan Seri Hamzah bin Haji Abu Samah; * 5. Januar 1924 in Kuala Lipis; † 4. September 2012 in Kuala Lumpur) war ein malaysischer Anwalt, Politiker und Sportfunktionär sowie Mitglied des IOC und Vizepräsident der FIFA.

## Karriere
Abu Samah war Mitglied der britischen Anwaltskammer Honorable Society of Gray’s Inn, bevor er sich seiner Karriere in Malaysia widmete, wo er eine eigene Anwaltskanzlei unterhielt.

### Politische Ämter
- Minister für Information und Rundfunk (1969–1971)
- Minister für Jugend und Sport (1971–1973)
- Verteidigungsminister (1973–1974)
- Minister für Handel und Industrie (1974–1978)
- Justizminister (1970–1980)[1]

Während des Besuchs von Queen Elisabeth II in Malaysia 1972 war er als Minister für die Begleitung der Königin zuständig.

### Sportfunktionär
Abu Samah war von 1984/85 Mitglied der Kommission für Rechtswissenschaften des IOC, wirkte 1984–1987 in der Kulturkommission mit und war von 1989 bis 1998 Mitglied der Zulassungskommission, bevor er im Jahr 2004 Ehrenmitglied des IOC wurde.
Er war ein langjähriger Präsident – und später Ehrenpräsident auf Lebenszeit – des Olympischen Rates von Malaysia und besetzte bei Sportverbänden sowohl innerhalb seiner Heimat Malaysia als auch international zahlreiche Führungspositionen. Dazu gehörten:
- Präsident des malaysischen Cricket Association (1969–1990)
- Präsident der Football Association of Malaysia (1976–1983)
- Präsident der Asian Football Confederation (1978–1994)
- Vizepräsident der FIFA (1982–1990)
- Präsident der Malaysia Taekwondo Association (1987–1999)[3]